# Kanton Mulhouse-3
Der Kanton Mulhouse-3 ist seit 2015 ein französischer Wahlkreis im Arrondissement Mulhouse, im Département Haut-Rhin und in der Region Grand Est.

## Geschichte
Der Kanton wurde anlässlich der kantonalen Gebietsreform, die am 22. März 2015 in Kraft trat, neu gebildet.

## Gemeinden
Der Kanton besteht aus 2 Gemeinden und Gemeindeteilen mit insgesamt 41.074 Einwohnern (Stand: 1. Januar 2022) auf einer Gesamtfläche von 13,56 km²:
| Gemeinde          | Einwohner 1. Januar 2022 | Fläche km² | Dichte Einw./km² | Code INSEE | Postleitzahl |
| ----------------- | ------------------------ | ---------- | ---------------- | ---------- | ------------ |
| Illzach           | 15.115                   | 7,50       | 2.015            | 68154      | 68110        |
| Mulhouse          | 25.959                   | 6,06       | 4.284            | 68224      | 68100, 68200 |
| Kanton Mulhouse-3 | 41.074                   | 13,56      | 3.029            | 6812       | –            |

1. ↑   Nur der südöstliche Teil der Gemeinde, der Rest verteilt sich auf die Kantone Mulhouse-1 und Mulhouse-2.